# Mariana Serbesowa
Mariana Rogelowa Serbesowa (bulgarisch Мариана Рогелова Сербезова; * 15. November 1959 in Plowdiw) ist eine ehemalige bulgarische Ruderin. Sie gewann eine olympische Bronzemedaille. Bei Weltmeisterschaften gewann sie eine Silbermedaille.

## Sportliche Karriere
Die 1,78 m große Mariana Serbesowa rückte 1979 in den bulgarischen Doppelvierer. Bei den Weltmeisterschaften in Bled erreichten Anka Bakowa, Dolores Nakowa, Rumeljana Bontschewa, Mariana Serbesowa und Steuerfrau Ani Filipowa den zweiten Platz mit 0,29 Sekunden Rückstand auf die Ruderinnen aus der DDR und einer Sekunde Vorsprung auf die drittplatzierten Rumäninnen.
Bei den Olympischen Spielen in Moskau 1980 gewannen Mariana Serbesowa, Rumeljana Bontschewa, Dolores Nakowa und Anka Bakowa gewannen mit Anka Georgiewa am Steuer den Vorlauf vor den Booten aus der Sowjetunion und aus der DDR. Im Finale siegte das Boot aus der DDR vor dem sowjetischen Vierer und den Bulgarinnen, wobei alle drei Boote innerhalb einer Sekunde die Ziellinie erreichten.